# دانتون ابی: دورانی جدید
دانتون ابی: دورانی جدید (انگلیسی: Downton Abbey: A New Era) یک فیلم درام تاریخی و دنباله‌ای برفیلم دانتون ابی (۲۰۱۹) نوشته جولین فلوز می‌باشد. کارگردانی این فیلم بر عهده سایمن کورتیس می‌باشد. این فیلم در ۲۰ مارس ۲۰۲۲ توسط فوکس فیچرز منتشر شد و همانند فیلم اول نقدهای مثبتی دریافت کرد. قسمت سوم این فیلم با عنوان دانتون ابی ۳ در سال ۲۰۲۵ منتشر می‌شود.

## بازخوردها
- در وب‌سایت جمع‌آوری نقد راتن تومیتوز از رای ۱۹۸ منتقد، با میانگین امتیاز ۶٫۹ از ۱۰ مثبت است.
- در متاکریتیک، که از میانگین وزنی استفاده می‌کند، بر اساس ۴۶ منتقد، امتیاز ۶۳ از ۱۰۰ را به فیلم اختصاص داد که نشان دهنده نقدهای "به طور کلی مطلوب" است.
- تماشاگران شرکت‌کننده در نظرسنجی سینماسکور به فیلم نمره متوسط "A" را در مقیاس A+ تا F (همان فیلم اول) دادند، در حالی که پست‌ترک گزارش داد که ۹۳٪ از مخاطبان به آن نمره مثبت دادند و ۷۹٪ گفتند که قطعاً آن را توصیه می‌کنند.
- این فیلم ۴۴٫۲ میلیون دلار در ایالات متحده و کانادا و ۴۸٫۵ میلیون دلار در سایر کشورها به دست آورد که مجموعاً ۹۲٫۷ میلیون دلار در سراسر جهان است.[۵]